# Willem van der Ark
Willem van der Ark (Groningen, 13 november 1963) is een Nederlands voormalig voetballer die eind jaren 80, begin jaren 90 speelde voor het Schotse Aberdeen. In 77 wedstrijden maakte hij 17 doelpunten voor deze club. In Nederland speelde hij voor Cambuur Leeuwarden, FC Utrecht, FC Den Haag en Willem II.